# Brent Barnaky

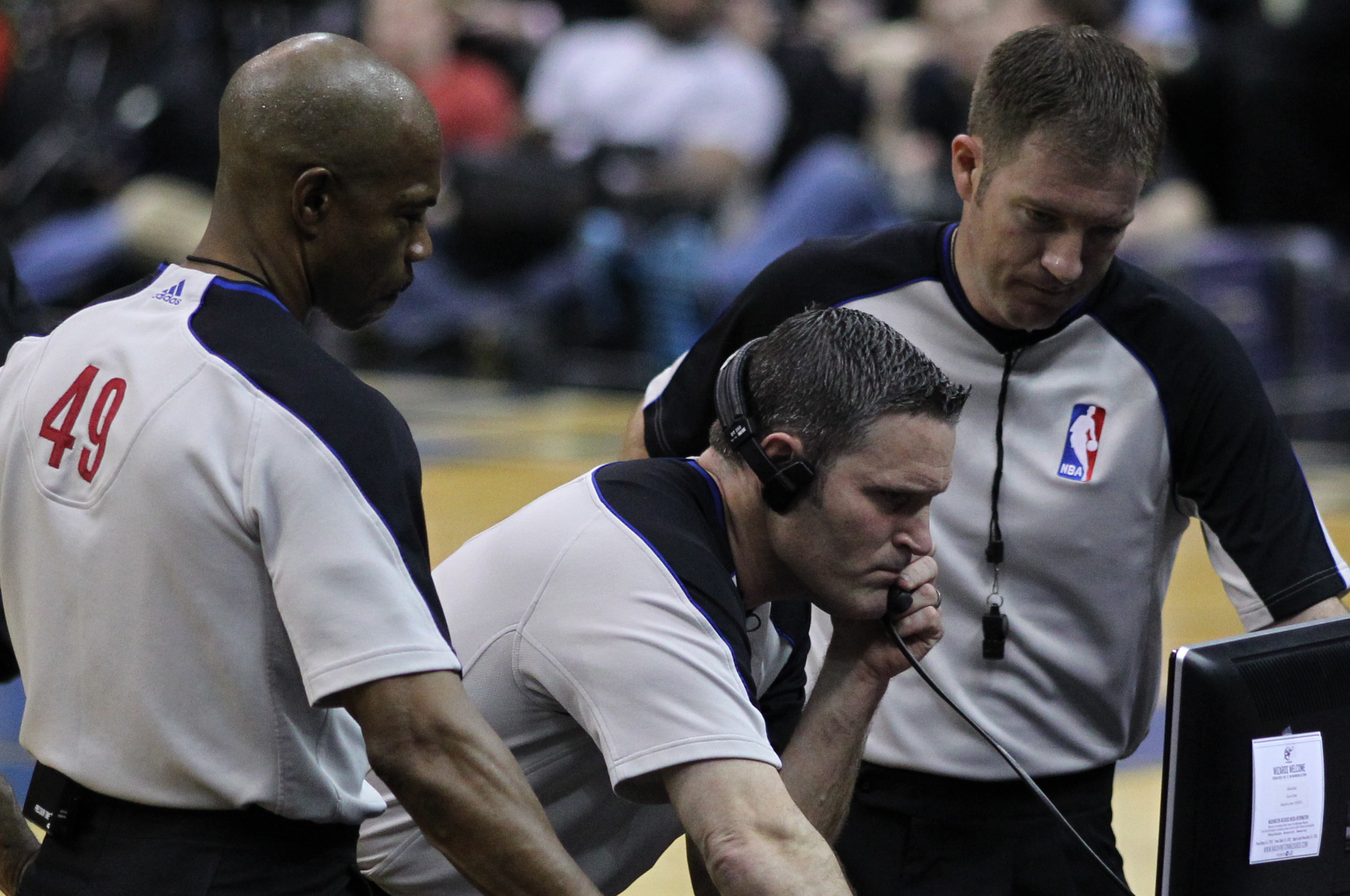
Brent Barnaky (rechts) mit Tom Washington (links) und Monty McCutchen (Mitte) im März 2011

Brent Barnaky (* 30. Mai 1975 in Hamilton, Ohio) ist ein US-amerikanischer Schiedsrichter im Basketball, der seit dem Jahr 2009 in der NBA tätig ist. Er trägt die Uniform mit der Nummer 36.

## Karriere

### College-Basketball
Vor dem Einstieg in die NBA arbeitete er für zehn Jahre als College-Basketballschiedsrichter u. a. in der Southeastern Conference, Big East Conference und Conference USA.

### National Basketball Association
Barnaky begann im Jahr 2009 seine NBA-Schiedsrichterlaufbahn beim Spiel der New Orleans Hornets gegen die Minnesota Timberwolves.
Zuvor war er auch als Schiedsrichter in der NBA G-League tätig.